# 埃斯特雷 (诺尔省)
埃斯特雷（法語：Estrées）是法国上法兰西大区诺尔省的一个市镇，位于该省中部偏东南，属于杜埃区。该市镇的总面积为5.82平方公里，2009年时的人口为1,112人。

## 人口
埃斯特雷人口变化图示
| 数据来源：INSEE |